# Идальго, Лаура
Лаура Идальго (исп. Laura Hidalgo, настоящие имя и фамилия — Песя Фаерман; 1 мая 1927, Кишинёв, Бессарабия, Румыния — 18 ноября 2005, Ла-Хойя, Калифорния, США) — аргентинская актриса театра и кино, известная ролями femme fatale.

## Биография
Песя Фаерман родилась в Бессарабии (в ту пору в составе Румынского королевства) в 1927 году, в семье Якова Фаермана (1891—1970) и Баси (Берты) Постоловой (1891—1967). 14 апреля 1931 года прибыла с матерью, братьями и сестрой в Аргентину на корабле «Asturias». Актёрскому искусству обучалась в Студии сценических искусств Аргентинского еврейского общества (Escuela de Arte Escénico de la Sociedad Hebraica Argentina) в Буэнос-Айресе под руководством Hedy Crilla (исп., 1898—1984).
Сниматься в кино начала в 1949 году («Su Ultima Pelea» — Его последний поединок) и на протяжении последующих восьми лет снялась в ряде популярных фильмов киностудии Argentina Sono Film. В 1950—1954 годах была замужем за актёром Нарсисо Ибаньесом Ментой (исп.).
Большую известность приобрела в 1951 году после выхода на экраны картины «Орхидея», где сыграла главную роль. В 1957 году снималась также в Мексике и Испании. В том же году вышла замуж за мексиканского архитектора Мануэля Розена (род. 1926). Жила в Мексике, где опубликовала сборник стихов на испанском языке («La casa a cuestas», 1981; 2-е издание — 1987), и с начала 1980-х годов — в США, под именем Laura Rosen de Faerman.

## Фильмография
- 1958 — La mafia del crimen (режиссёр — Хулио Брачо)
- 1957 — Las campanas de Teresa (режиссёр — Carlos Schlieper[исп.])
- 1955 — Más allá del olvido (режиссёр — Уго дель Карриль)
- 1955 — El tren expreso (режиссёр — León Klimovsky[исп.])
- 1954 — Caídos en el infierno (режиссёр — Luis César Amadori[исп.])
- 1954 — María Magdalena (режиссёр — Карлос Уго Кристенсен)
- 1953 — Las tres perfectas casadas (режиссёр — Роберто Гавальдон, Мексика)
- 1953 — Armiño negro (режиссёр — Карлос Уго Кристенсен)
- 1952 — La bestia debe morir (также продюсер; режиссёр — Román Viñoly Barreto[исп.])
- 1952 — El túnel (режиссёр — León Klimovsky[исп.])
- 1951 — La orquídea (режиссёр — Ernesto Arancibia[исп.])
- 1951 — Derecho viejo (режиссёр — Manuel Romero[исп.])
- 1950 — Juan Mondiola (режиссёр — Manuel Romero[исп.])
- 1950 — El morocho del Abasto (La vida de Carlos Gardel) (режиссёр — Julio Rossi)
- 1950 — Cinco grandes y una chica (режиссёр — Augusto César Vatteone[исп.])
- 1949 — Súltima pelea (режиссёр — Jerry Gómez)

## Награды
В 1954 году была номинирована на премию «Ариэль» (англ.) за лучшую женскую роль в фильме «Las tres perfectas casadas» (1953), представленном на Каннском кинофестивале 1953 года.

## Книги
- Laura Hidalgo. La casa a cuestas (стихи). Второе издание. Буэнос-Айрес: Ediciones La Campana, 1987.